# Danielle Polanco
Danielle Polanco (New York, 18 ottobre 1985) è una ballerina e coreografa statunitense.
È ballerina ed ha preso parte in diversi video musicali ed è anche coreografa di diversi divi tra cui Janet Jackson, Jennifer Lopez e Beyoncé Knowles.
Ha anche lavorato come attrice in alcuni film, tra cui Step Up 2 - La strada per il successo interpretando Missy, guadagnandosi una candidatura agli Imagen Foundation Awards come Miglior attrice non protagonista.